# Keiko Matsui

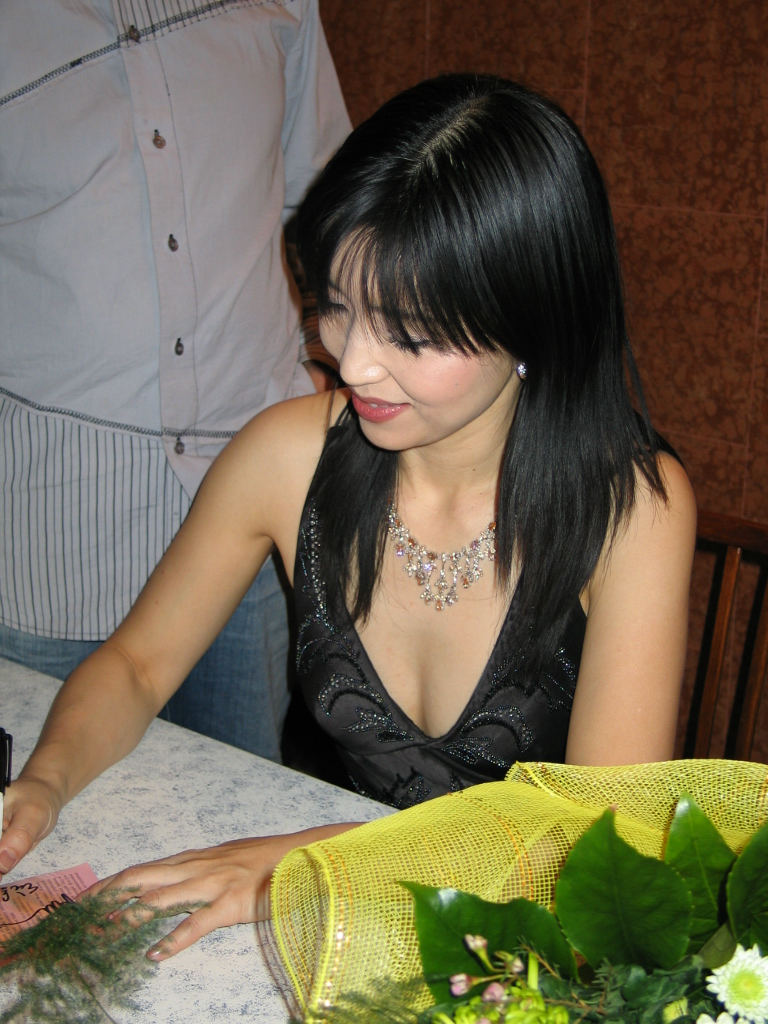
Matsui beim Signieren ihrer CDs, Nowosibirsk, 2006

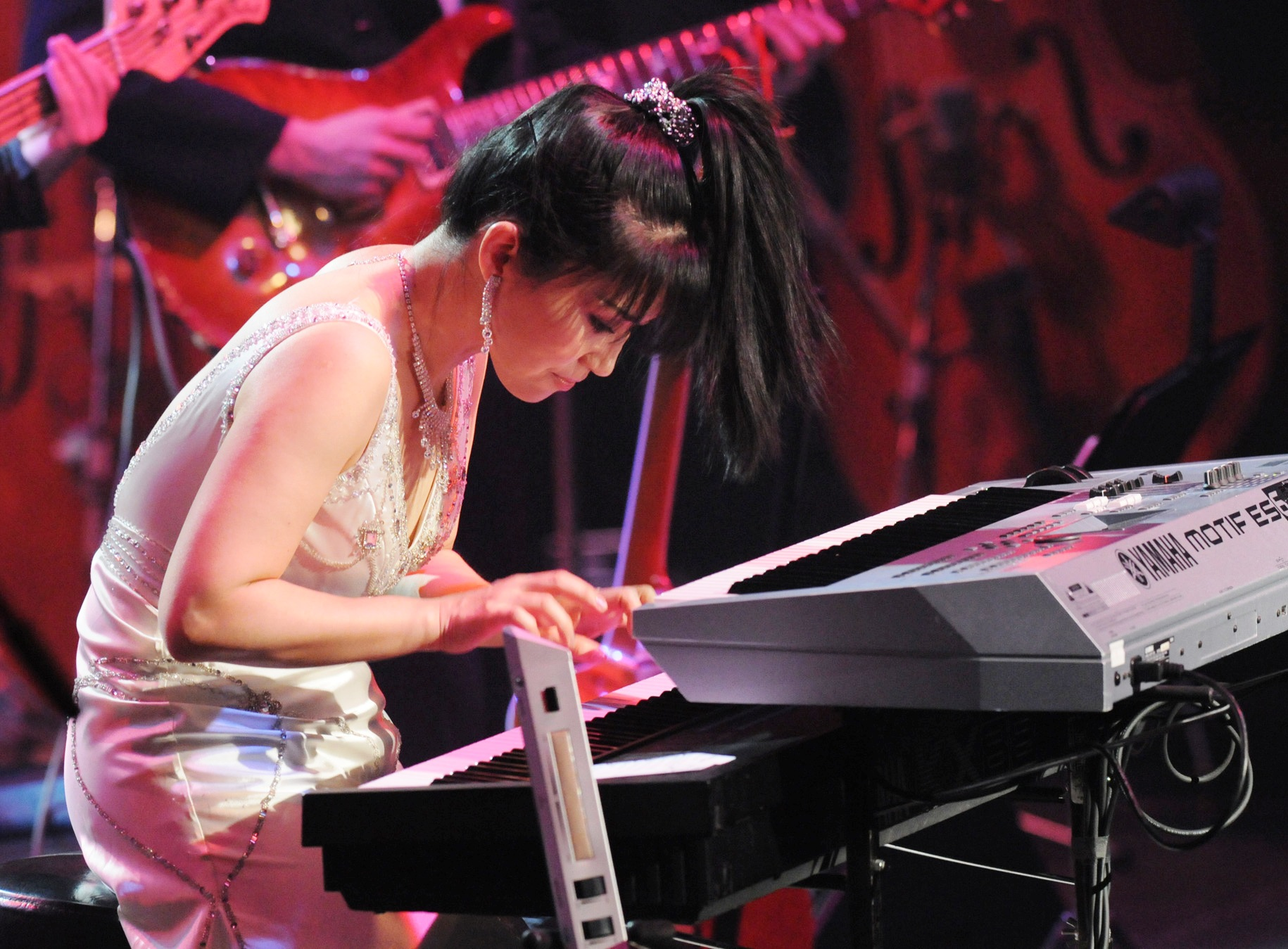
Keiko Matsui bei einem Konzert in der DAR Constitution Hall in Washington, 2009

Keiko Matsui, geb. Doi (jap. 松居 慶子, Matsui Keiko; * 26. Juli 1961 in Tokyo) ist eine japanische Keyboarderin und Komponistin, die im Smooth Jazz und New Age aktiv ist.

## Leben
Keiko Doi erhielt nach ihrem fünften Geburtstag zum ersten Mal Klavierunterricht. Ihre Klavierausbildung vertiefte sie während der gesamten Schulzeit. Obwohl sich ihre Ausbildung an der Junior High School auf Europäische klassische Musik konzentrierte, entwickelte sie ein Interesse an Jazz, und sie begann, eigene Musik zu schreiben. Stevie Wonder, Sergei Rachmaninoff, Maurice Jarre und Chick Corea gehörten in dieser Zeit zu ihren Vorbildern. Matsui studierte Kinderkultur an der Joshi Daigaku (日本女子大学, Frauenuniversität von Japan), begann dann aber ein Musikstudium bei der Yamaha Music Foundation. Auch spielte sie mit der japanischen Jazz-Fusion Gruppe Cosmos.
Mit 19 Jahren wurde sie von Yamaha in die USA geschickt, um dort ein Album aufzunehmen. Dort traf sie auf Kazu Matsui (* 5. Juni 1954), der als Produzent für dieses Projekt tätig war. Beide heirateten, und Keiko zog in die USA. 1987 erschien ihr Solo-Debüt Drop of Water; bei dem gleichnamigen Titelsong wirkte der Sänger Carl Anderson mit. 1999 und 2000 erhielt Matsui den Oasis-Preis für die beste weibliche Smooth-Jazz-Künstlerin. Mit den Einnahmen ihrer Musik unterstützt sie diverse Krebsorganisationen.
Keiko und Kazu Matsui haben zwei Töchter. Die Familie lebt in Los Angeles.

## Diskographie

### Alben
- Hyoryu (Toshiba-EMI, 1980–1981, Filmmusik)
- Session III (Yamaha R&D Studio, 1981)
- Can Can Can! (Canyon Records, 1982)
- Bourbonsuite (Canyon Records, 1982)
- Musitopia (Canyon Records, 1983)
- Musou Toshi (Canyon Records, 1984)
- Lensman TV Series soundtrack (Canyon Records, 1984)
- Session V (Yamaha R&D Studios, 1985)
- Drop of Water (1987)
- Keiko Project
- Wildflower (2004)
- Walls of Akendora (2005)
- Moyo (2007)
- Soul Quest (2013)
- Journey to the Heart (2016)
- Echo (2019)

### Videos
- Light Above the Trees (Winstar, 1998)
- The Jazz Channel Presents Keiko Matsui (Image Entertainment, 2001)
- White Owl (Narada, 2003)
- Walls of Akendora(2004).

### Bücher
- Compositions (2005) – Notenheft mit den 10 bekanntesten Songs von Keiko Matsui sowie zwei Bonus-Liedern. Dem Heft ist eine CD mit Instruktionen beigelegt.